# In a Dark Place
In a Dark Place è un film del 2006 diretto da Donato Rotunno.
Si tratta di un adattamento in chiave moderna dal racconto Il giro di vite di Henry James.

## Trama
Anna Veigh, giovane insegnante d'arte, viene assunta dal ricco e misterioso signor Laing per fare da tata ai suoi nipoti rimasti orfani, Miles e Flora, due bambini molto dolci ma un po' strani. Ben presto Anna inizia a sospettare che la dimora dove lavora sia infestata dai fantasmi della precedente tata, la signorina Jessel, annegata in un lago della proprietà e del suo amante, il signor Quint, impiccatosi poco dopo.